# خشم مردانه
خشم مردانه (به انگلیسی: Wrath of Man) با نام قبلی کامیون حمل پول یک فیلم سینمایی اکشن آمریکایی-بریتانیایی محصول سال ۲۰۲۱ به کارگردانی گای ریچی با بازی جیسون استاتهام است.
این فیلم بازسازی یک فیلم سینمایی فرانسوی بنام کامیون حمل پول محصول سال ۲۰۰۴ به کارگردانی نیکلاس بوخریف است.

## خلاصه داستان
داستان دربارهٔ مردی سرد و مرموز به نام اچ است که به تازگی به‌عنوان نیروی امنیتی یک شرکت حمل پول استخدام شده است. او هر هفته، صدها میلیون دلار را به‌اطرافِ لس‌آنجلس منتقل می‌کند، اما یک روز با چند سارق حرفه ای مواجه می‌شود و …

## مشروح داستان
داستان در لس آنجلس، کالیفرنیا آغاز می‌شود، جایی که یک سرقت از یک خودروی زرهی منجر به کشته شدن دو نگهبان و یک رهگذر می‌شود و این حادثه آغازگر مجموعه‌ای از رویدادها در چهار بخش می‌شود.

### بخش اول: یک روح تاریک
پنج ماه پس از سرقت ابتدایی، پاتریک هیل به عنوان نگهبان خودروی زرهی به شرکت امنیتی فوریتیکو می‌پیوندد. مدیر او، تری، از توصیه‌نامه‌های او تمجید می‌کند و مربی شرکت، که به نام "بولت" شناخته می‌شود، او را "اچ" صدا می‌زند. هیل به سختی آزمون تیراندازی را پشت سر می‌گذارد و در ابتدا با همکارانش، از جمله دیو "بوی سویت" و دانا کرتیس، به مشکل برمی‌خورد. در یکی از مأموریت‌ها، بولت گروگان گرفته می‌شود و هیل با مهارت فوق‌العاده در تیراندازی، همه سارقان را از بین می‌برد. پس از این حادثه، مأموران اف‌بی‌آی که درباره سرقت اولیه تحقیق می‌کنند، به هیل مشکوک می‌شوند، اما رئیس آنها، مأمور کینگ، به آنها می‌گوید که او را رها کنند. هیل یک پرونده از سوابق کارکنان فوریتیکو و گزارش کالبدشکافی قربانیان حادثه اولیه را دریافت می‌کند. سه ماه بعد، او و بولت هدف یک سرقت جدید قرار می‌گیرند، اما سارقان با دیدن هیل فرار می‌کنند. او به تحقیق درباره همکارانش ادامه می‌دهد و آنها به او مشکوک می‌شوند.

### بخش دوم: زمین سوخته
این بخش به عنوان یک یادآوری خاطرات گذشته آغاز می‌شود. پنج ماه قبل از پیوستن به فوریتیکو، در روز سرقت اولیه، هیل به همراه پسرش داگی حضور دارد. او که خود یک سارق و عضو یک باند سرقت است، با اکراه قبول می‌کند که مسیر یک خودروی زرهی را زیر نظر بگیرد و داگی را در ماشین رها می‌کند. گروهی دیگر از سارقان به خودروی زرهی حمله کرده و داگی را می‌بینند. هیل به سمت پسرش می‌شتابد اما شاهد قتل داگی می‌شود و خودش نیز مورد اصابت گلوله قرار می‌گیرد. سه هفته بعد، هیل در بیمارستان بیدار می‌شود و با مأمور کینگ ملاقات می‌کند. کینگ به او فهرستی از مظنونان را می‌دهد و موافقت می‌کند که موقتاً چشم‌پوشی کند. هیل که در واقع میسون هارگریوز، یک رئیس  باند تبهکار بدنام است، قول می‌گیرد که اگر بتواند قاتلان داگی را به دام بیندازد، بتواند آنها را به قتل برساند. او و افرادش تقریباً تمام سارقان لیست کینگ را از بین می‌برند، اما نتیجه‌ای نمی‌گیرند. هارگریوز با هویت جدید پاتریک هیل به فوریتیکو می‌پیوندد تا به تنهایی به جستجوی قاتل داگی ادامه دهد.

### بخش سوم: حیوانات بد، بد
مدتی قبل از سرقت اولیه، گروهی از کهنه‌سربازان جنگ افغانستان – کارلوس، سم، برد، تام، یان و فرمانده سابقشان جکسون ایزلی – تصمیم می‌گیرند به سرقت روی بیاورند. نخستین سرقت آنها ۱۱۰ هزار دلار به همراه دارد. آنها با کمک یک نگهبان ناشناس که تحت فرمان جکسون بوده، سرقت بزرگ‌تری از یک خودروی زرهی را برنامه‌ریزی می‌کنند، که همان سرقت آغازین فیلم است. در این سرقت، یان بی‌دلیل نگهبانان، داگی و هارگریوز را به ضرب گلوله می‌کشد. هارگریوز در حالی که تیر می‌خورد، چهره یان را می‌بیند.

### بخش چهارم: کبد، شش‌ها، طحال و قلب
پنج ماه بعد، کهنه‌سربازان دوباره گرد هم می‌آیند تا بیش از ۱۵۰ میلیون دلار از تأسیسات فوریتیکو سرقت کنند. بولت، که هنوز داستان ساختگی هارگریوز را باور دارد، فاش می‌کند که او همان نفوذی جکسون است و این موضوع ارتباط او با قتل داگی را تأیید می‌کند. سارقان با گروگان گرفتن کارکنان فوریتیکو، عملیات سرقت را آغاز می‌کنند. در هرج و مرج ایجاد شده، کارکنان به مقابله برمی‌خیزند و جکسون به شدت مجروح می‌شود. هارگریوز موفق می‌شود تمام سارقان به جز یان، بولت و جکسون را از بین ببرد. اما در حالی که این سه نفر برای تقسیم غنیمت به یکدیگر خیانت می‌کنند، یان بولت و جکسون را می‌کشد.
در خانه، یان یک تلفن در یکی از کیسه‌های پول پیدا می‌کند که هارگریوز برای ردیابی او کار گذاشته است. هارگریوز با گزارش کالبدشکافی داگی به او نزدیک می‌شود و با خواندن آن، انتقام خود را می‌گیرد. او یان را با شلیک به همان نقاط بدن داگی – کبد، شش‌ها، طحال و قلب – می‌کشد. هارگریوز پول را رها کرده و به مأمور کینگ خبر می‌دهد که مأموریتش به پایان رسیده و از آنجا دور می‌شود.

## بازیگران
- جیسون استاتهام
- هولت مک‌کالانی
- اسکات ایستوود
- جفری داناوان
- لاز آلونسو
- جاش هارتنت
- نیام الگار

## تولید
در اکتبر سال ۲۰۱۹ اعلام شد که گای ریچی مشغول نوشتن و کارگردانی این فیلم است و جیسون استاتهام به عنوان بازیگر اصلی انتخاب شده است. فیلمبرداری از ماه نوامبر ۲۰۱۹ در لس آنجلس و لندن آغاز شد و در تاریخ ۲۰ ژانویه ۲۰۲۰ به اتمام رسید.

## بازخوردها
در وب‌سایت جمع‌آوری نقد راتن تومیتوز از ۲۵۶ بررسی با میانگین امتیاز ۶٫۲ از ۱۰ مثبت و دارای ۶۷ درصد تائیدیه است. طبق گفته متاکریتیک، که بر اساس ۳۸ منتقد، میانگین وزنی ۵۷ از ۱۰۰ را به این فیلم اختصاص داده است، این فیلم «نقدهای مختلط یا متوسط» دریافت کرد.
تماشاگران شرکت‌کننده در نظرسنجی سینماسکور به فیلم نمره متوسط «A−» در مقیاس A+ تا F دادند، در حالی که پست‌ترک گزارش داد که ۷۷ درصد از مخاطبان به آن نمره مثبت دادند و ۵۷ درصد گفتند که قطعاً این فیلم را توصیه می‌کنند.
این فیلم در ایالات متحده و کانادا ۲۷٫۵ میلیون دلار و در سایر مناطق ۷۶٫۵ میلیون دلار به دست آورد که مجموعاً ۱۰۴ میلیون دلار در سراسر جهان است.